# Вале ди Натале (Салерно)
Вале ди Натале је насеље у Италији у округу Салерно, региону Кампанија.
Према процени из 2011. у насељу је живело 4 становника. Насеље се налази на надморској висини од 61 м.